# Pascal Plovie
Pascal Yvon Plovie (Brugge, 7 mei 1965) is een gewezen Belgische voetballer. Hij speelde voor Club Brugge en Antwerp FC.

## Carrière
Plovie begon op jonge leeftijd bij Club Brugge met voetballen. De centrale verdediger mocht in 1984 voor het eerst aansluiten bij de A-kern. Een seizoen later maakte Plovie zijn debuut. In een wedstrijd tegen RWDM viel Plovie op 31 augustus 1985 in voor Luc Beyens. Club won de wedstrijd met 4-1. De toen twintigjarige Plovie debuteerde in een elftal met Philippe Vande Walle, Hugo Broos, Franky Van der Elst, Jan Ceulemans, Marc Degryse en Jean-Pierre Papin.
Vooral omwille van de grote concurrentie trok Plovie op het einde van het seizoen naar Royal Antwerp FC. Het was het eerste van twee verblijven in Antwerpen. Centraal in de verdediging werd hij in zijn eerste seizoen ploegmaat van onder andere Marc Van der Linden en Thierry Pister. Een jaar later werd Plovie een titularis binnen de ploeg. In 1988 keerde hij terug naar Club Brugge.
Na ervaring te hebben opgedaan bij R. Antwerp FC, keerde Plovie terug naar z'n geboortestad. Deze keer kreeg hij speelkansen en ontpopte hij zich tot een van de sterkhouders van het elftal. In 1990 werd hij voor het eerst landskampioen met Club. Twee jaar later deed hij dat nog eens over. In 1991 speelde hij met Club Brugge Europees tegen onder meer AC Milan. In de wedstrijd tegen Milan kreeg hij van de Nederlandse spits Marco Van Basten een elleboogstoot. Plovie verloor enkele tanden en brak z'n jukbeen. Van Basten kreeg een rode kaart voor de overtreding.
Vanaf midden jaren 90 zat Plovie regelmatig op de bank. Hij moest in het elftal plaatsmaken voor jongere spelers zoals Paul Okon en Tjörven De Brul. Plovie bleef tot 1996 bij Club Brugge alvorens terug te keren naar R. Antwerp FC. Hier stond hij nog twee seizoenen onder contract, maar kwam amper aan spelen toe. In 1998 eindigde de club laatste in het klassement. Degradatie was onvermijdelijk en dus besloot Plovie een punt achter zijn professionele spelersloopbaan te zetten. Na zijn voetbalcarrière ging hij aan de slag als materiaalman bij Club Brugge.

## Nationale ploeg
In 1987 werd Plovie door bondscoach Guy Thys opgeroepen voor de Rode Duivels. Hij maakte deel uit van de selectie voor het WK 1990 in Italië. Plovie kwam in totaal vijf keer in actie voor de nationale ploeg.

## Erelijst
Club Brugge
- Kampioen

1990, 1992, 1996
- Beker van België

1986, 1991, 1995, 1996